# FO Ge 4/4 III
Als Ge 4/4 III bezeichnete die schweizerische Furka-Oberalp-Bahn (FO) ihre vierachsigen Adhäsions-Schmalspur-Elektrolokomotiven. Ihre Rechtsnachfolgerin Matterhorn-Gotthard-Bahn (MGB) führte die Loks nur noch als Ge 4/4, obwohl das gegossene Schild mit der Typenbezeichnung an der Lok noch vorhanden war.
Für die Beförderung der Autozüge durch den Furka-Basistunnel beschaffte die FO 1979 zwei vierachsige Schmalspurlokomotiven. Die Lokomotiven stellten eine Weiterentwicklung der Ge 4/4 II der Rhätischen Bahn dar. Daher erhielten sie die Bezeichnung Ge 4/4 III, obwohl die FO keine weiteren Ge 4/4 besass. Die Lokomotiven hatten eine Leistung von 1700 kW, eine Höchstgeschwindigkeit von 90 km/h und wurden unter einer Fahrdrahtspannung von 11 kV, 16,7 Hz eingesetzt. Die Fahrzeuge waren die einzigen Streckenlokomotiven der MGB ohne Zahnradantrieb.

## Geschichte
Mit dem Bau des Furka-Basistunnels und dem Beschluss, ihn auch für den Autoverlad zu benutzen, war die Beschaffung der Autozugkompositionen zu evaluieren. Die Detailabklärungen begannen 1973, wobei auch auf die Erfahrungen der BLS und SBB abgestellt wurde. Am Schluss blieb aus wirtschaftlichen Gründen eine konventionelle Lösung als Pendelzug mit einer Lok und Steuerwagen und dazwischen eingereihten Transportwagen. Als notwendige Transportkapazität wurden für Spitzenzeiten 100 Autos pro Stunde und Fahrrichtung angenommen, was zur Beschaffung zweier Kompositionen und damit dieser zwei Lokomotiven führte.
Es wurden mehrere Varianten des Triebfahrzeugeinsatzes überprüft, darunter die Verwendung vorhandener Fahrzeuge mit und ohne Modernisierung. Dabei kam man zum Schluss, dass ein reines Adhäsionsfahrzeug der Bauart der RhB Ge 4/4 II die im Unterhalt kostengünstigste Lösung sei, wenn auch in der Anschaffung die teuerste Variante.
Die FO liess sich 1977 von der Industrie zwei Lokomotiven des Typs der RhB Ge 4/4 II offerieren, allerdings mit verstärkter elektrischer Bremse. Die Anbieter schlugen eine überarbeitete Lokomotive vor, die günstiger war, als die Ge 4/4 II vormals gekostet hatte. Die Änderungen gegenüber dem Referenzfahrzeug bezogen sich vor allem auf die Kastenbauform und den Antrieb. Die FO ging auf dieses Angebot ein.
Zwischen der Ablieferung 1980 und der Inbetriebnahme des Furka-Basistunnels wurden die Lokomotiven an die RhB vermietet, die sie mit Schnellzügen auf der Albulalinie einsetzte. Seit 1982 werden sie ausschliesslich für die Autozüge zwischen Oberwald VS und Realp UR verwendet.
Die Lok 82 wurde 2015 ausser Betrieb gesetzt und als Ersatzteilspender für die Schwesterlok verwendet. Nachdem sie länger in Hospental abgestellt war, wurden einige Teile für den Erhalt von Lok 81 entnommen und anschliessend erfolgte der Abbruch im November 2017 im Depot Andermatt. Eines der beiden Urner Wappen von Lok 82 war danach an einer Stirnseite der Schwesterlok 81 befestigt.
Lok 81 wurde im November 2023 ausser Betrieb genommen, später nach Landquart überführt und nach der Entnahme von Ersatzteilen im Dezember in Chur verschrottet.

## Technisches
Die Lokomotiven besassen einen gesickten selbsttragenden Lokomotivkasten. Aus statischen Gründen musste die Einstiegstüre des Führerstandes nach hinten versetzt werden. Die Seitenwände hatten keine Montageöffnung, sondern die ganze elektrische Innenausrüstung wurde über die drei Dachluken eingebaut. Die Luftansaugöffnungen befanden sich auf dem Dach und waren für die Ausfilterung von Bremsstaub und feinem Flugschnee ausgelegt. Als Antrieb kam ein SLM-Schiebelagermotor zum Einsatz. Es handelt sich dabei um eine verbesserte Bauform eines Tatzlager-Antriebes, wobei sich der Motor eben auf kein festes, sondern ein seitenbewegliches Lager auf der Achse abstützt. Die beiden Schiebelager ermöglichen eine  Axialverschiebung des Triebradsatzes. Somit wird der Radsatz in Querrichtung von der Masse des Motors entkoppelt. Die Schaltung des Hauptstromkreises entsprach weitgehend der RhB Ge 4/4 II, wobei im Traktionsstromrichter durch den technischen Fortschritt einige Vereinfachungen möglich waren. Auch in der Steuerung waren nur minimale Anpassungen erforderlich. Es war deshalb auch möglich, mit der RhB Ge 4/4 II in Vielfachsteuerung zu verkehren.
Die Lokomotive besass für sich und die Autozug-Komposition eine Druckluftbremse. Diese war mit einer Lufttrockungseinrichtung des Systems Lugart ausgerüstet, damit Bremsstörungen infolge der zum Teil doch harten Klimawechsel innerhalb und ausserhalb des Tunnels vermieden werden konnten. Damit sie mit den übrigen Fahrzeugen verkehren konnte, war auch eine Vakuumbremse eingebaut. Als Handbremse bzw. Feststellbremse war eine mit der Druckluft gekoppelte Federspeicherbremse eingebaut.
| Liste der Ge 4/4III der Matterhorn-Gotthard-Bahn | Liste der Ge 4/4III der Matterhorn-Gotthard-Bahn | Liste der Ge 4/4III der Matterhorn-Gotthard-Bahn | Liste der Ge 4/4III der Matterhorn-Gotthard-Bahn | Liste der Ge 4/4III der Matterhorn-Gotthard-Bahn |
| ------------------------------------------------ | ------------------------------------------------ | ------------------------------------------------ | ------------------------------------------------ | ------------------------------------------------ |
| Betriebsnummer                                   | Taufname                                         | Inbetriebnahme                                   | Status                                           |                                                  |
| 81                                               | Wallis                                           | 27.02.1980                                       | Abbruch im Dezember 2023                         |                                                  |
| 82                                               | Uri                                              | 27.02.1980                                       | Abbruch im November 2017                         |                                                  |